# Любов до смърт
Любов до смърт (на испански: Amar a muerte) е мексиканска теленовела, продуцирана от W Studios в сътрудничество с Lemon Studios за Телевиса и Унивисион през 2018 – 2019 г. Версията, написана от Леонардо Падрон, е базирана на теленовелата En cuerpo ajeno, създадена от Хулио Хименес.
В главните роли са Анжелик Бойер и Майкъл Браун, а в отрицателните – Клаудия Мартин и Алехандро Нонес.

## Сюжет
Любов до смърт се фокусира върху живота на трима мъже, които умират в един и същи ден: Леон Карвахал, бизнес магнат, е изпратен да бъде убит от съпругата му и нейния любовник, за да си присвоят богатството му. Макарио Валдес, наемен убиец, се намира в американски затвор и е осъден на смърт. Белтран Камачо е професор по антропология, който умира в пътнотранспортно произшествие, когато губи контрол над камиона си, който се преобръща в река. Тези хора умират в един ден и техните души се прераждат в различни тела. Душата на предприемача се заселва в тялото на убиеца, който е бил екзекутиран на електрическия стол, а душата на убиеца се заселва в тялото на професора по антропология.

## Актьори
- Майкъл Браун – Макарио Валдес / Леон Карвахал
- Анжелик Бойер – Лусия Борхес
- Алехандро Нонес – Джони Корона
- Артуро Барба – Белтран Камачо
- Макарена Ачага – Валентина Карвахал
- Клаудия Мартин – Ева Карвахал
- Джесика Мас – Лупита де Валдес
- Енри Зака – Камило Гера
- Нестор Родулфо – Скорпиона
- Гонсало Пеня – Гилермо Карвахал
- Роберто Дуарте – Инспектор Монтия
- Синтия Васкес – Алисия Камачо
- Барбара Лопес – Хулиана Валдес
- Кайетано Арамбуро – Матео Луна
- Джесика Диас – Рената Баранко
- Алексис Аяла – Леон Карвахал
- Алесио Валентин – Хавиер Белтран
- Ракел Гарса – Барбара

## Премиера
Премиерата на Любов до смърт е на 29 октомври 2018 г. по Univision и на 5 ноември 2018 г. по Las Estrellas. Последният 87. епизод е излъчен на 11 март 2019 г.

## Продукция
Продукцията е потвърдена на 10 май 2018 г. по време на първото издание на Univision за телевизионния сезон 2018 – 2019, под заглавието Contracara. Началото на записите е потвърдено на 15 юни 2018 г. на сайта на канал Las Estrellas. На 27 септември 2018 г. актрисата Анжелик Бойер потвърждава промяната на заглавието на теленовелата чрез своя акаунт в Instagram: „Всички промени са за нещо по-добро. Беше добро заглавие [Contracara], но аз харесвам и новото“. Теленовелата е оригинална версия на венецуелския сценарист Леонардо Падрон, базиран на колумбийската теленовела En cuerpo ajeno от писателя Хулио Хименес.

## Награди и номинации
| Година | Церемония          | Категория                            | Номинация                                    | Резултат   |
| ------ | ------------------ | ------------------------------------ | -------------------------------------------- | ---------- |
| 2019   | Награди TVyNovelas | Най-добра теленовела                 | Карлос Бардасано                             | Печели     |
| 2019   | Награди TVyNovelas | Най-добра актриса в главна роля      | Анжелик Бойер                                | Печели     |
| 2019   | Награди TVyNovelas | Най-добър актьор в главна роля       | Майкъл Браун                                 | Печели     |
| 2019   | Награди TVyNovelas | Най-добра актриса в отрицателна роля | Клаудия Мартин                               | Печели     |
| 2019   | Награди TVyNovelas | Най-добър актьор в отрицателна роля  | Алехандро Нонес                              | Печели     |
| 2019   | Награди TVyNovelas | Най-добра първа актриса              | Ракел Гарса                                  | Печели     |
| 2019   | Награди TVyNovelas | Най-добър пръв актьор                | Алексис Аяла                                 | Печели     |
| 2019   | Награди TVyNovelas | Най-добра актриса в поддържаща роля  | Макарена Ачага                               | Печели     |
| 2019   | Награди TVyNovelas | Най-добър актьор в поддържаща роля   | Артуро Барба                                 | Печели     |
| 2019   | Награди TVyNovelas | Най-добра млада актриса              | Барбара Лопес                                | Печели     |
| 2019   | Награди TVyNovelas | Най-добър млад актьор                | Гонсало Пеня                                 | Номиниран  |
| 2019   | Награди TVyNovelas | Най-добър сценарий или адаптация     | Леонардо Падрон                              | Печели     |
| 2019   | Награди TVyNovelas | Най-добър режисьор                   | Алехандро Лосано, Карлос Кок, Роландо Окампо | Печелят    |
| 2019   | Награди TVyNovelas | Най-добра музикална тема             | «Me muero» (Карлос Ривера)                   | Печели     |
| 2019   | Награди TVyNovelas | Най-добър екип                       | Любов до смърт                               | Печели     |
| 2019   | Награди ERES       | Най-добра актриса                    | Барбара Лопес                                | Номинирана |
| 2019   | Награди ERES       | Най-добра актриса                    | Клаудия Мартин                               | Номинирана |
| 2019   | Награди ERES       | Най-добра актриса                    | Макарена Ачага                               | Номинирана |
| 2019   | Награди ERES       | Най-добър актьор                     | Майкъл Браун                                 | Номиниран  |
| 2019   | Награди ERES       | Най-добра целувка                    | Анжелик Бойер и Майкъл Браун                 | Номинирани |
| 2019   | Награди ERES       | Най-добра целувка                    | Барбара Лопес и Макарена Ачага               | Номинирани |

## Адаптации
- En cuerpo ajeno, колумбийска теленовела от 1992 г., продуцирана от RTI Televisión, с участието на Ампаро Грисалес и Данило Сантос.
- Тялото на желанието, американска теленовела от 2005 г., продуцирана от Телемундо, с участието на Лорена Рохас и Марио Симаро.
- В друга кожа, американска теленовела от 2014 г., продуцирана от Телемундо, с участието на Мария Елиса Камарго и Давид Чокаро.
- Second Chance, угандийска теленовела от 2016 г., продуцирана от NTV Uganda, с участието на Стела Нантумбве, Роджър Мугиша, Анита Фабиола и Лаура Кахунде.
- The Second Chance, тайландска теленовела от 2023 г., продуцирана от канала One 31, с участието на Напон Гомарачун, Джираю Тантракул и Сириторн Лиарамват.